# Christiane Charlotte van Nassau-Ottweiler

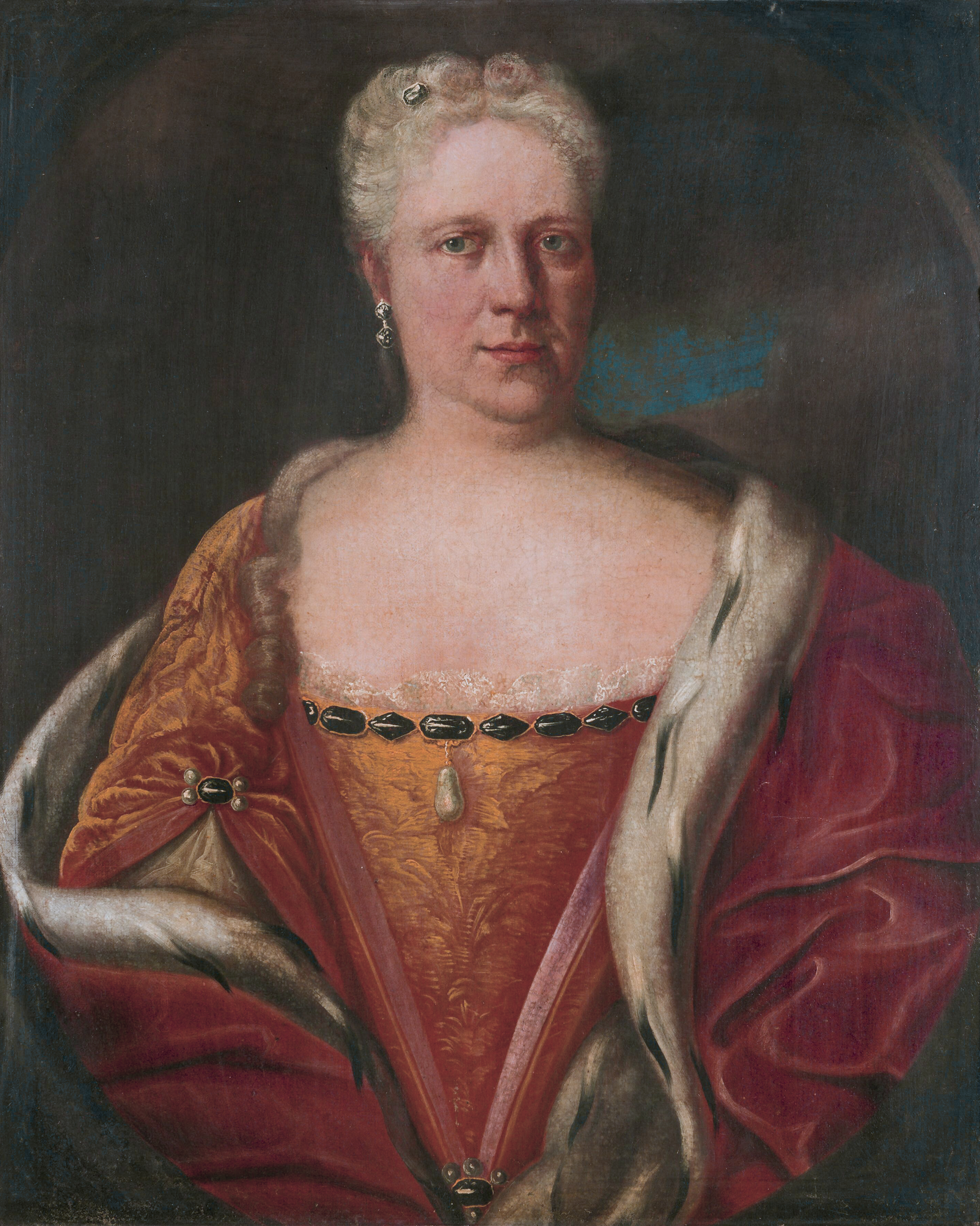
Christiane Charlotte van Nassau-Ottweiler (1685-1761) (door Jacob Hauck, 1729)

Christiane Charlotte van Nassau-Ottweiler (Ottweiler, 2 september 1685 n.s. - Homburg vor der Höhe, 6 november 1761) was een Duitse adellijke vrouw uit het Huis Nassau-Ottweiler.

## Biografie
Christiane Charlotte was de derde dochter van graaf Frederik Lodewijk van Nassau-Ottweiler en Christiane von Ahlefeldt, dochter van graaf Frederik von Ahlefeldt en Margaretha Dorothea von Rantzau.
Christiane Charlotte huwde te Saarbrücken op 22 april 1713 met Karel Lodewijk van Nassau-Saarbrücken (Saarbrücken, 6 januari 1665 - Idstein, 6 december 1723), een neef van haar vader.

Uit dit huwelijk werden de volgende kinderen geboren:
1. Frederik Karel (Saarbrücken, 10 februari 1718 - Saarbrücken, 10 januari 1719).
2. Lodewijk Karel (Saarbrücken, 9 november 1720 - Saarbrücken, 4 september 1721).

Christiane Charlotte hertrouwde te Saarbrücken op 17 oktober 1728 met landgraaf Frederik III van Hessen-Homburg (Cölln an der Spree, 19 mei 1673 - 's-Hertogenbosch, 8 juni 1746). Dit huwelijk was tot stand gekomen door de bemiddeling van landgraaf Ernst Lodewijk van Hessen-Darmstadt. Het huwelijk met de rijke erfgename was bedoeld om de noodlijdende financiële situatie van het land Hessen-Homburg te consolideren. Een keizerlijke schuldencommissie had aan het hof slechts twee zilveren lepels aangetroffen. Frederik had zijn bedenkingen naar voren gebracht, om aan zijn bruid, die een passend weduwengoed verlangde, de financiële positie op te helderen. Ernst Lodewijk schreef Frederik daarop: “Schreib Bruder, schreib, wenn Du sie hast ist's immer noch Zeit.”

Uit dit huwelijk werden geen kinderen geboren.
Christiane Charlotte werd begraven in Homburg vor der Höhe. In de Slotkerk in Saarbrücken is een gedenkteken ter ere van Christiane Charlotte opgericht.